# Islas Willis
Las islas Willis forman un pequeño grupo perteneciente al archipiélago de las islas Georgias del Sur. Este grupo se encuentra situado al oeste de la isla San Pedro, la principal del archipiélago. Se hallan a 3,2 km (2 millas) al oeste de la isla Pájaro. Fueron descubiertas en 1775 por el Capitán James Cook y nombradas en honor al primer miembro de la tripulación que las avistó.[cita requerida]
Al oeste de estas islas se encuentra la Roca Ramp, que es el punto extremo oeste del grupo de las Islas de San Pedro.
Son administradas por el Reino Unido como parte del territorio de ultramar de las Islas Georgias del Sur y Sandwich del Sur, pero también son reclamadas por la República Argentina que las considera parte del Departamento Islas del Atlántico Sur dentro de la provincia de Tierra del Fuego, Antártida e Islas del Atlántico Sur.